# 中村梅雀 (第二代)
第二代中村梅雀（日语：／ Nidaime Nakamura Baijaku，1955年12月12日—）是日本演员。本名三井進一，血型AB型。東京都立荻窪高等学校毕业後、桐朋学园短期大学演劇专业毕业。出生于歌舞伎演员世家经常参加电视剧和時代劇的演出。离婚后于2006年9月21日与25岁的前進座女演员瀨川壽子结婚。
家族中歌舞伎演员如下
- 曾祖父：2代目中村翫右卫門（日语：中村翫右衛門）
- 祖父：中村翫右卫門（日语：中村翫右衛門 (3代目)）（歌舞伎演员、劇团前進座（日语：前進座）創設成员、前進座干事長）
- 父：中村梅之助（日语：中村梅之助 (4代目)）（现役歌舞伎演员、劇团前進座代表）

屋号成駒屋。1965年（昭和40年）初此登台。在前進座学习歌舞伎演劇领域的大千世界。
初名「中村学」。之后采用曾祖父曾经用过的「梅雀」以2代目登场。同劇团的巡回演出『御登勢』的千秋楽（2007年（平成19年）10月5日）为其退团作。现在为自由演员。

## 演出角色

### 将軍
在1995年的NHK大河剧《八代将軍吉宗》中将德川家重（言语障碍者）演得入木三分。2006年在《功名十字路》中饰演德川秀忠。在这两部作品中都与西田敏行演父子（八代将軍吉宗中西田＝父德川吉宗、梅雀＝長子家重、功名十字路中、西田＝父德川家康、梅雀＝三子秀忠）。两人在电影钓鱼迷日记中也曾共同演出过，与大河剧中相反梅雀＝上司、西田＝部下浜崎。
- 曾经两次出演德川秀忠（《真田太平記》和《功名十字路》。在《真田太平記》中中村梅之助（＝家康）亲父子演亲父子）。

### 刑事
- 东京电视「信浓可倫坡」（主演竹村岩男刑事。原日出子的丈夫）
- 朝日电视土曜Wide劇場「温泉老板娘的杀人推理」（中川有作刑事＝東千鹤的丈夫）

### 上班族
- 松竹电影《钓鱼迷日记》系列　草森秘書室長、《花之江戸的钓鱼迷日记》

## 音楽活動
中村的母亲曾是钢琴演奏家，受其影响自幼痴迷于爵士乐。与松原正树、安田裕美等组成爵士乐队，担任贝斯手，并能作曲。除了唱片公司发行CD外还经常在吉祥寺等地举办现场演出。在乐器店了里弹贝斯时偶遇宮藤官九郎，官九郎将这段趣闻写成をGroup魂的「東京Medley」（专辑『新娘与Rock』）这首曲子的歌词。中村梅雀也是一位收藏家，主要收藏贝斯等吉他。
- CD 松原正树 with 今剛 sittin' in 『The Guitar Bros』（ビクターエンタテインメントVICL-69096）
  - 第7首「Sand Storm」贝斯
  - 第8首「SOYOGI」作曲、贝斯

- 小时候向父亲提出想要贝斯，结果父亲说与歌舞伎无关就没同意。于是他就用三味线改造成贝斯来弹。朋友说“能够做出来很不容易，但是不太好看。”

## 主要作品

### 电视剧
- 五人野武士（中村学名義、日本电视台、1969年）- 虎千代
- 天与地（NHK大河剧、1969年）- 武田勝頼
- 新平家物語（NHK大河剧、1972年）- 平時忠
- 山顶的群像（NHK大河剧、1982年）- 萱野三平
- 真田太平記（NHK、1985年）- 徳川秀忠
- 鬼平犯科帳 第4系列 第18話（富士电视台、1992年）- 佐佐木新助
- 八代将軍吉宗（NHK大河剧、1995年）- 德川家重
- 存在的深眠（NHK、1996年）- 漆原隆一
- 毛利元就（NHK大河剧、1997年）- 志道广良（毛利元就的心腹）
- 上杉鷹山～二百年前的行政改革～（NHK、1998年）- 竹俣当綱
- 我来搞定，亲爱的（TBS、1998年）- 龟山佑大
- 大叔改造講座（NHK、1998年）
- 葵德川三代（NHK大河剧、2000年）- 德川光圀兼旁白
- 周二悬疑剧场 （日本电视台）
  - 検事霞夕子16（2000年）- 黑泽紀一
  - 「骗人的女人、被骗的女人」（2001年 - 2005年）- 石毛胜生
- 武藏MUSASHI（NHK大河劇、2003年）- 茂助
- 开朗家族（NHK晨間劇、2003年 - 2004年）- 安西千吉
- 赤月（东京电视台、2004年）- 冰室启介
- 周五Entertament『手指纺愛』（富士电视台、2006年3月10日）
- 周三Mystery9「信濃可伦坡事件档案」系列（主演竹村岩男警部、东京电视台）
- 周六Wide劇場 温泉若老板年杀人推理
- 功名十字路（NHK大河剧、2006年）- 德川秀忠
- 信長之棺（朝日电视台、2006年）- 羽柴秀吉
- 堀部安兵卫（NHK、2007年）- 大石内蔵助
- 敌人在本能寺（朝日电视台、2007年）- 明智光秀
- 篤姬（NHK大河剧、2008年）- 井伊直弼
- 水戸黄門第38部　第9話（2008年3月、C.A.L/TBS））- 大納言九条良房
- 日本电视台开局55周年記念特别篇「東京大空襲」（2008年3月17日18日、日本电视台系）- 樱木喜久夫
- 三十万人的奇跡 第二次欢乐派对 （东京电视、2008年3月26日）- 柿泽医生
- 周一Golden （TBS）
  - 「万屋長兵卫的隅田川事件档案」（2008年11月17日）
  - 「紅蕪菁検事奮戦記悪夢的女继承人」（2009年5月11日）- 柊検事
  - 「上条麗子的事件推理6」（2009年7月6日）- 山本武蔵公認会計士
- 周六Premium（富士电视台）
  - 「完全犯罪Mystery Special新証言!三亿日圆事件 追踪第40年之謎!」（2008年12月13日）- 平冢八兵卫
- 翼（NHK晨間劇、2009年4月-9月） - 玉木竹雄
- 紅蕪菁檢察官京都篇（2010年1月-3月）- 柊茂
- 平清盛（NHK大河剧、2012年）- 平家貞
- 女城主 直虎（NHK大河剧、2017年）- 旁白
- 特搜9 （朝日電視台） - 國木田誠二
  - 特搜9 season3（2020年4月8日 - 7月22日）
  - 特搜9 season4（2021年4月7日 - 6月30日）
  - 特搜9 season5（2022年4月6日 - 6月22日）
  - 特搜9 season6（2023年4月5日 - 5月31日）
  - 特搜9 season7 第1話 - 第3話・最終話（2024年4月3日 - 4月17日・6月5日）
- 石子與羽男：這種事能告嗎？ 第5話（TBS、2022年8月12日） - 重野義行

### 综艺节目
- 笑っていいとも!　Telephone Shocking（富士电视）

### 旁白
- 世界街道漫步（NHKBS/综合、不定期)
- 電視繪本「企鵝」系列（探險隊、消防隊等NHK教育電台 朗讀）
- 葵德川三代（NHK大河劇、2000年）同時在劇中飾演德川光圀
- 女城主直虎（NHK大河劇、2017年）

### 电影
- 海軍特別年少兵（東宝、1972年）(中村学)
- DISTANCE（DISTANCE製作委員会、2001年）
- 青之炎（東宝角川、2003年）

### 網路劇
- 假面騎士BLACK SUN（2022年） - 飾演 Darom(三葉蟲怪人)

### 广播剧
- FM Theater「窗」（NHK-FM、1999年）

## 脚注
1. ↑  . www.sankei.co.jp.   [2021-10-24]. （原始内容存档于2009-10-22）.